# Dejan Terzić

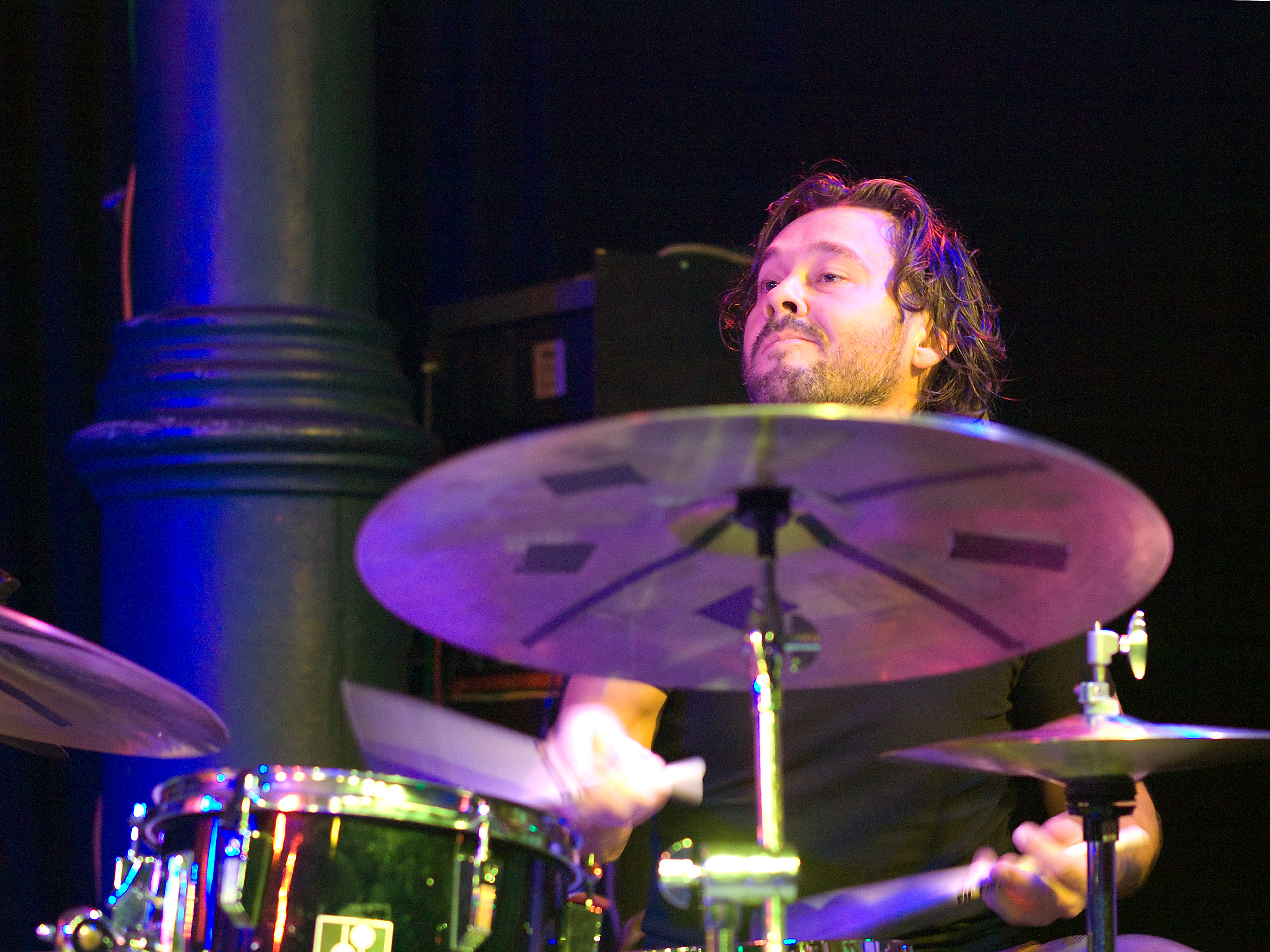
Dejan Terzić im Jazzclub Unterfahrt (München 2010)

Dejan Terzić (* 1970 in Banja Luka) ist ein deutscher Schlagzeuger des Modern Creative Jazz.

## Leben und Wirken
Terzić, der mit seiner Familie nach Nürnberg zog, als er drei Jahre alt war, lernte ab dem sechsten Lebensjahr Klavier. Mit zwölf Jahren wechselte er ans Schlagzeug. Ab 1990 studierte er am Nürnberger Konservatorium, um dann bei Bill Elgart an der Hochschule für Musik Würzburg zu studieren. Zwischenzeitlich vertiefte er seine Studien in New York City bei Marvin Smitty Smith, Bill Stewart und Duduka da Fonseca und am Vermont Jazzcenter bei Jimmy Cobb und Attila Zoller.
Zwischen 1992 und 1995 war er Mitglied der von Dusko Goykovich geleiteten Bavarian First Herd und von 1993 bis 1996 auch des Bujazzo. Weiter gehörte er zum Quartett von Hubert Winter. Daneben gründete er 1994 mit Sebastian Strempel das Sunday Night Orchestra.
Ende der 1990er Jahre war er als Mitglied des Dusko Goykovich Quintetts und des Trios von Antonio Faraò international aktiv. Ab dem Jahr 2000 gehörte er zu den Bands von Bob Berg, Franco Ambrosetti und Enrico Rava, mit denen er auch aufnahm.
Weiterhin gehörte er zu den Gruppen von Johannes Enders, Nils Wogram, Jens Winther und Anke Helfrich. In seiner seit 2002 bestehenden Gruppe Underground (zunächst mit Chris Speed, Frank Möbus und Mark Helias) beschäftigt er sich mit Balkanmusik. Auch tourte er mit Sonny Fortune und ist Mitglied des Trio Rooms mit Hans Lüdemann und Sébastien Boisseau. Mit Hayden Chisholm, Achim Kaufmann und Ronny Graupe bildet er das Quartett Melanoia.
In den 2010er Jahren war er u. a. mit der Gruppe „Wurzel aus C“, bestehend aus seinem Bruder Zoran Terzić am Piano und Rudi Mahall an der Bassklarinette, auf Live-Konzerten zu hören und zu sehen. Seit 2017 besteht sein Quartett Axiom mit dem Saxophonisten Chris Speed, Bojan Z an Klavier und Rhodes sowie dem Bassisten Matt Penman, mit dem er zwei Alben vorlegte.
Seit 2008 ist er an der Hochschule der Künste Bern / Swiss Jazz School als Dozent für das Hauptfach Schlagzeug tätig.

## Preise und Auszeichnungen
Terzić, der auf mehreren internationalen Festivals als „bester Schlagzeuger“ ausgezeichnet wurde, war 1997 Träger des Kulturpreises der Stadt Nürnberg. 2004 erhielt er mit dem Sunday Night Orchestra den Bayerischen Kunstförderpreis.

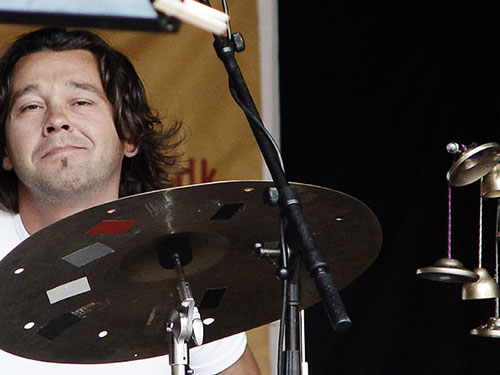
Dejan Terzić (2007)
Photo Hreinn Gudlaugsson

## Diskographische Hinweise
- 1998: Four for One mit George Garzone, Roberto Di Gioia und Dietmar Fuhr; Naxos
- 2002: Coming Up European Assembly mit Jens Winther, Tony Lakatos, Antonio Faraò, Martin Gjakonovski; Doublemoon Records
- 2009: Diaspora Underground mit Chris Speed, Brad Shepik, Tino Derado und Henning Sieverts; Enja
- 2011: √c (Wurzel aus C): Rudi Mahall (Bass-Klarinette), John Schröder (Schlagzeug) und Zoran Terzić (Piano); Konnex Records KCD 5278 und Cord Records 005
- 2013: Melanoia mit Hayden Chisholm, Achim Kaufmann und Ronny Graupe; Enja
- 2019: Melanoia mit Weidner, Dumoulin, Graupe und Terzic; BMC